# Johannes Gehring
Johannes Heinrich August Richard Gehring (* 27. Februar 1874 in Stadtilm; † 15. April 1961 in Radebeul) war ein deutscher evangelischer Theologe, Herausgeber einer Fachzeitschrift für evangelische Kinderpflege, Vorsitzender und Mitglied evangelischer Organisationen sowie Fachautor.

## Leben

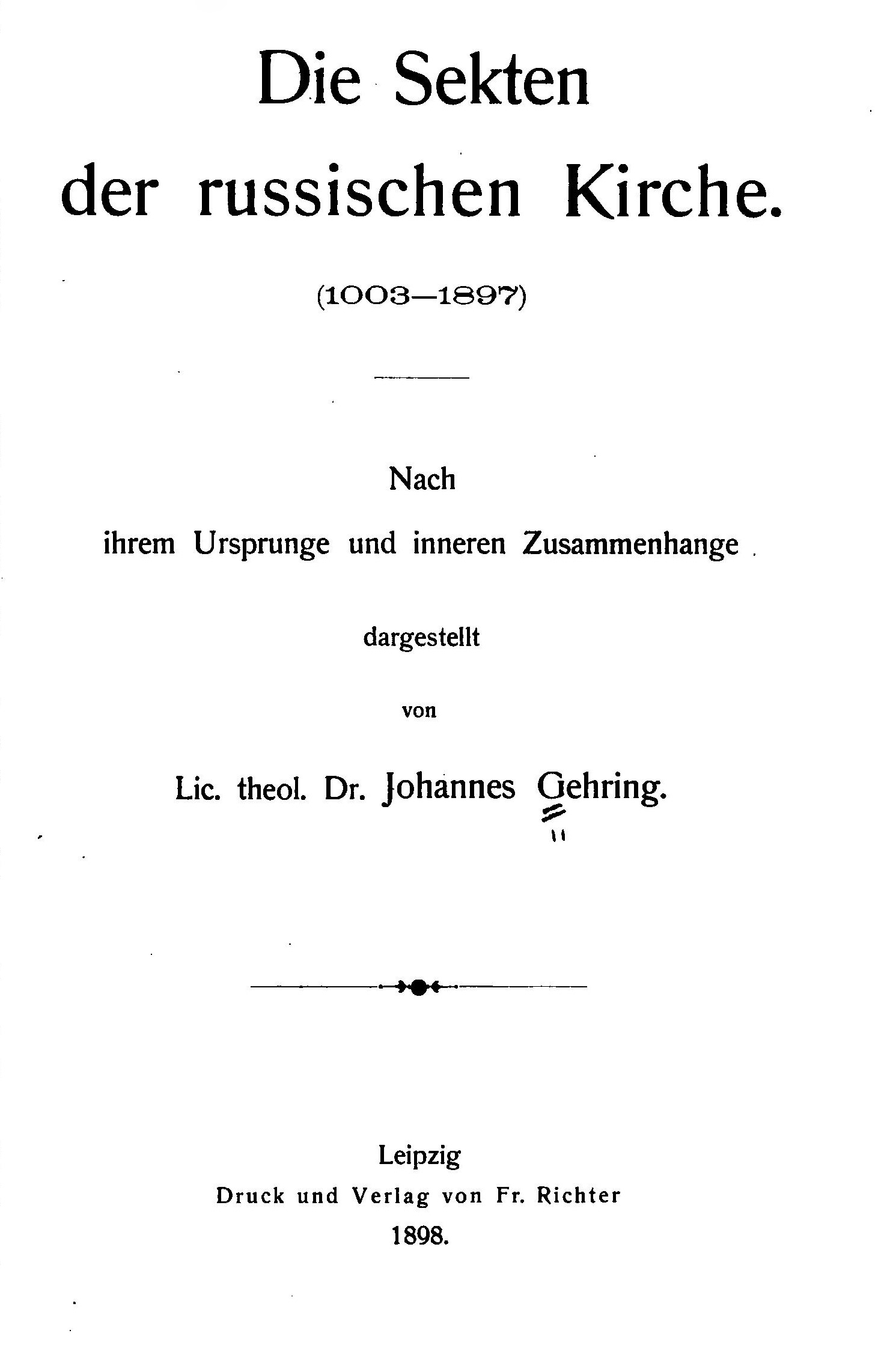
Veröffentlichte Dissertation von Johannes Gehring

Gehring absolvierte die Fürstenschule in Grimma. Ab 1893 studierte er Theologie  in Leipzig und Erlangen. In letztgenannter Stadt promovierte er 1896 zum Dr. phil. und legte sein erstes theologischen Examen ab. Anschließend war er als Hilfsgeistlicher  in Rudolstadt und Lautenberg tätig. Im Jahre 1898 promovierte er in Theologie, gefolgt vom zweiten theologischen Examen in Dresden. Nach Zeiten als Vikar, Ordination und Hilfsgeistlicher übernahm er die Stelle des Hausgeistlichen der evangelischen Diakonissenanstalt Dresden sowie die Leitung des Kindergärtnerinnenseminars in Kötzschenbroda, dessen Träger das Dresdner Diakonissen-Mutterhaus war. Von 1902 bis 1931 zeichnete er als Schriftleiter für  die Fachzeitschrift Die christliche Kinderpflege (heute Theorie und Praxis der Sozialpädagogik (TPS)) verantwortlich. Ferner war Gehring von 1920 bis 1928 Mitglied des Vorstandes der Konferenz für christliche Kinderpflege (1926 für kurze Zeit deren Vorsitzender) und Vorsitzender der Arbeitsgemeinschaft für evangelische Kinderpflege. 1937 übersiedelte er nach Herrnhut und 1954 nach Radebeul, wo er seinen Ruhestand im Lößnitzheim verbrachte.

## Werke (Auswahl)
- Die Sekten der russischen Kirche (1003–1897). Leipzig 1898 (Digitalisat)
- Mütter und Elternabende. Meißen 1928
- Die evangelische Kinderpflege. Berlin/Leipzig 1929
- Weihnachtsfeiern im Kindergarten, Kinderhort und Familie. Meißen 1929
- Zum 150jährigen Jubiläum der Evangelischen Kinderpflege. In: Die Diakonisse (4) 1929, S. 177–181
- Zum 150jährigen Jubiläum der evangelischen Kinderpflege. In: Die Christliche Kinderpflege 1929, S. 133–138
- Neue Bilderbücher. In: Die christliche Kinderpflege 1929, S. 320–321
- Neue Spiele. In: Die christliche Kinderpflege 1929, S. 321–322
- Münchener Weihnachtskalender. In: Die christliche Kinderpflege 1929, S. 322
- Die sexuelle Frage. In: Die christliche Kinderpflege 1930, S. 155–156